# Las Vega's (telenovela colombiana)
Las Vega's es una telenovela colombiana producida por VISTA Productions para RCN Televisión en 2016. Es una adaptación de la telenovela chilena de 2013 Las Vega's.
Esta protagonizada por Natalia Ramírez, Greeicy Rendón, Camila Zárate, Elizabeth Minotta, Santiago Alarcón, Antonio Jiménez, Juan Alfonso Baptista y Tiberio Cruz. y cuenta con la participación antagónica por Carlos Manuel Vesga, Alejandro Martínez, Carlos Hurtado, Cindy Yacamán.

## Trama
Las Vega’s cuenta la historia de la familia Vega Bolaños, que vive feliz hasta que repentinamente muere el patriarca de la familia, dejando en el desamparo total a su esposa y a sus tres hijas: Mariana, Antonia y Camila.
Estas cuatro mujeres, además de enterarse de varios hechos desconocidos de su fallecido familiar, deberán enfrentar graves problemas económicos, pero un club nocturno secreto que éste tenía y que ellas descubrirán, será una nueva oportunidad para empezar de cero, orientándolo al público femenino, es decir convierten la idea clásica de su padre, en un nuevo club en que las mujeres podrán entretenerse disfrutando de sensuales hombres.
Hasta allí llegarán a trabajar como showman y strípers, 4 hombres que cambiarán por completo la vida de éstas 4 mujeres, dando comienzo, a una serie de aventuras y desventuras en torno a este local nocturno.

## Elenco

### Principales
- Natalia Ramírez como Verónica de Vega
- Santiago Alarcón como Mauricio Reina
- Carlos Hurtado como Carlos Vega
- Alejandro Martínez como Álvaro Sandoval
- Javier Gardeazabal como Renzo Sandoval
- Greeicy Rendón como Camila Eugenia Vega Bolaños
- Biassini Segura como Carlos "Carlitos" Soto
- Elizabeth Minotta como Mariana de los Ángeles Vega Bolaños
- Carlos Manuel Vesga como Germán de Jesús Ordóñez Prieto
- Camila Zárate como Antonia Vega Bolaños
- Juan Alfonso Baptista como Vicente Correa
- Lucho Velasco como José Luis "Coto" Rodríguez
- Tiberio Cruz como Pedro Vargas
- Antonio Jiménez como Robinsón Garzón

### Secundarios
- Marcela Valencia como Rocío
- Alberto León Jaramillo como Saúl Gutiérrez "El Mugre"
- Gustavo Ángel como Javier Morales
- Bibiana Navas como Magdalena de Morales
- Estefany Escobar como Lorena Cecilia Morales
- Carmenza González como Teresa Correa
- Cindy Yacamán como María José Duarte
- Diana Mendoza como Jéssica Mejía "La Jessie"
- Julián Caicedo como Benjamín Orozco
- Juan Pablo Manzanera como Antonio "Toñito" Orozco Vega
- Manuel Antonio Gómez como Armandito Lemaitre
- Mónica Pardo como Natalia de Vargas
- Santiago Bejarano como Andrés

### Recurrente e invitado
- Inés Oviedo como Cleopatra
- Valerie Bertagnini como Consuelo
- Roberto Marín como Padre Vélez
- Robinsón Posada como Chicharrón
- Cristina Penagos como Raquel
- Luz Dary Beltrán como Madame
- Mónica Pardo como Natalia
- Ana Wills como Caroline
- Carmenza Cossio como Patricia Arango
- Adelaida Buscató como Laura Pardo
- Luly Bossa como Yolanda Lozano
- Giancarlo Mendoza como Javier
- Jorge Monterrosa como Macardo Figueroa
- Julio Correal como Juan Domínguez
- Manuel Busquets como Correa
- Marcela Gallego como Ninfa Yaneth Soto
- Carmenza Gonzales como Teresa
- Carmen Morón como Eduviges
- Daniela Ochoa como Suri Pantoja
- Jorge Camargo como Malandro
- Mauricio Cujar como Bojote

## Premios y nominaciones
| Año  | Premio                 | Categoría                         | Nominados         | Resultado | Ref.  |
| ---- | ---------------------- | --------------------------------- | ----------------- | --------- | ----- |
| 2017 | Premios India Catalina | Actriz o actor revelación del año | Elizabeth Minotta | Nominada  | [ 1 ] |

## Versiones
- Las Vega's fue una telenovela nocturna Chilena transmitida desde el 17 de marzo  al 17 de julio de 2013 por Canal 13. Comenzó a grabarse en junio de 2012, siendo la tercera telenovela de ese tipo de la estación. La teleserie se centra en la familia Vega, integrada por su madre (Francisca Imboden) y sus tres hijas (Lorena Bosch, María José Bello y Josefina Montané).

- Las Bravo (2014), una producción de TV Azteca, fue protagonizada por Edith González y Mauricio Islas.